# Бой кабельного судна «Пластун»
Бой кабельного судна «Пластун» 26 июня 1950 года — морской бой между советским кабельным судном «Пластун» 5-го ВМФ СССР и отрядом кораблей Южной Кореи в Корейском проливе.

## Кабельное судно «Пластун»
Кабельное судно «Пластун» построено в 1929—1931 годах как рыболовный траулер. Принято в эксплуатацию в 1931 году и работало по назначению в тресте «Главдальвостокрыбпром». В 1933 году передано в состав Морских сил Дальнего Востока (с 1935 года — Тихоокеанский флот) и переоборудовано в тральщик. В 1944 году получил наименование «Т-11». В апреле 1945 года корабль был переоборудован в кабельное судно и получил наименование «Пластун». 
Водоизмещение 1306 тонн, мощность энергетической установки 673 л. с., скорость 9,7 узла. Вооружение два 45-мм артиллерийских орудия, три 7,62 мм пулемёта. Был приписан к главной базе флота Владивосток, входил в отряд кораблей отдела связи 5-го ВМФ. Командир корабля капитан-лейтенант Колесников Ф. В.

## События
Вечером 23 июня 1950 года корабль вышел из Владивостока в советскую военно-морскую базу Порт-Артур, имея на борту имущество связи, груз лесоматериалов и двенадцать пассажиров. На рассвете 25 июня 1950 года начались боевые действия Корейской войны между армиями КНДР и Южной Кореи. «Пластун» продолжал рейс, проложенный по нейтральным водам.
Примерно в 21 час 30 минут 25 июня 1950 года (корабль в том момент находился в Корейском проливе) к кораблю со стороны корейского берега приблизилось неустановленное судно, осветившее «Пластун» прожектором и потребовавшее его остановки, через 15 минут с кормы к кораблю подошли ещё три корабля, опознанные как тральщики. «Пластун» в этот момент находился в 12,5 милях от побережья, на запрос не отвечал и приказ об остановке не выполнял. Около трёх часов все корабли следовали параллельными курсами.
Около 0 часов 15 минут ночи один из кораблей зашёл с левого борта и без предупреждения открыл артиллерийской огонь с дистанции около пяти кабельтовых, выпустив три снаряда (попаданий не было). Только тогда командир «Пластуна» передал световым семафором данные о принадлежности корабля и о наличии пассажиров на борту, при этом продолжая следовать своим курсом.
Однако сразу после этого один из преследовавших его кораблей — позднее идентифицированный как патрульный корабль РС-701 «Пэктусан» (бывший охотник за подводными лодками ВМС США PC-823) ВМС Южной Кореи — увеличил ход, сблизился на дистанцию до 1 кабельтова и открыл огонь, ещё два корабля обстреливали «Пластун» из крупнокалиберных пулемётов. Экипаж «Пластуна» ответного огня не открывал.
В 1 час 15 минут ночи один из снарядов разорвался на мостике «Пластуна», был смертельно ранен его командир, получили ранения помощник командира старший лейтенант М. М. Ковалёв, рулевой и сигнальщик. Принявший командование на себя Ковалёв приказал открыть ответный огонь. Выпущено двенадцать снарядов, по докладам экипажа, наблюдались попадания в корпус РС-701. Корейская сторона подтвердила факт полученных «Пэктусаном» повреждений, в его экипаже имелось двое погибших и двое раненых. Также вёлся огонь из корабельных пулемётов. Примерно через пять минут южнокорейские корабли прекратили огонь и ушли в сторону побережья. Наименования трёх кораблей установить не удалось.
В ходе боя по «Пластуну» выпущено свыше 60 снарядов, в корпус и надстройки зафиксировано несколько попаданий. Погибли три члена экипажа (командир корабля Колесников Ф. В., связист матрос Туркин В. А., машинист трюмный старшина 2-й статьи Еремеев К. С.). Ранения получили одиннадцать (по другим публикациям девять) человек, из них четверо — тяжёлые.
Доложив об инциденте в штаб флота, «Пластун» согласно полученному приказу лёг на обратный курс и 28 июня вернулся во Владивосток. Для встречи «Пластуна» из Владивостока был выслан отряд эсминцев, встретивших сильно повреждённый корабль и оказавших помощь в его проводке до базы.
Погибшие моряки были похоронены в братской могиле на Морском кладбище во Владивостоке.
За проявленные в ходе боя мужество и отвагу, командир Владивостокского района СниС 5 ВМФ представил к наградам тридцать два члена экипажа и пассажира, его поддержали начальник связи 5-го ВМФ капитан 1-го ранга Бледнев и командующий 5-м ВМФ контр-адмирал Н. Г. Кузнецов. Однако военно-морской министр адмирал И. С. Юмашев отказался вносить документы на награждение в Верховный Совет СССР.
В СССР информация об этом бое никогда не публиковалась. В Южной Корее, напротив, об этом бое в то время широко сообщалось в СМИ, а причиной атаки советского корабля называлось наличие на его борту подразделения армии КНДР, которое следовало для высадки морского десанта на территорию Южной Кореи. Соответственно, в ходе морского боя южнокорейские корабли якобы отразили эту попытку. Никакого документального подтверждения этой версии за истекшие десятилетия не публиковалось По другим публикациям, противником РС-701 «Пэктусан» был якобы северокорейский вооружённый пароход, на борту которого было до 600 солдат из 3-го батальона 588-го подразделения, входившего в 766-й пехотный полк армии КНДР; в бою «пароход был потоплен и все находившиеся на его борту погибли».